# Осмоловский, Валентин Васильевич
Осмоловский Валентин Васильевич (15 февраля 1924, Гослив, Гомельская губерния — 24 мая 2002, Минск) — советский и белорусский учёный-экономист. Доктор экономических наук (1968), профессор (1969).

## Биография
Родился 15 февраля 1924 года в деревне Гослив (ныне в Краснопольском районе Могилёвской области).
Участник Великой Отечественной войны с 1941 года, лейтенант 298-го стрелкового полка, 167-го гвардейского стрелкового полка 1-й гвардейской стрелковой дивизии. Студент учительского института города Рогачёва.
В 1951 году окончил Московский институт цветных металлов и золота, в 1951—1954 годах — аспирант в этом институте.
С 1954 года работал в Криворожском горнорудном институте: заведующий кафедрой экономики промышленного производства, проректор.
С 1971 года — в Белорусском государственном экономическом университете: профессор, заведующий кафедрой организации и управления, в 1972—1992 годах — проректор по научной работе.
Умер 24 мая 2002 года в Минске.

## Научная деятельность
Специалист в области экономики. Автор более 80 научных трудов.
В сферу научных интересов входила индустриальная экономика, организация и управление производством, анализ экономической деятельности.

### Научные труды
- Основные фонды и их использование в горнорудной промышленности / З. М. Иоффе, В. В. Осмоловский. — Днепропетровск, Областное издательство, 1956.
- Себестоимость продукции на шахтах Криворожского бассейна / З. М. Иоффе, В. В. Осмоловский. — Днепропетровск, Областное издательство, 1956.
- Организация производства и планирование в горнорудной промышленности: Учебное пособие для горнорудных техникумов / В. В. Осмоловский, З. М. Иоффе, М. А. Гурвич, И. В. Бочковская. — М., Госгортехиздат, 1963.
- Экономика, организация и планирование производства в горнорудной промышленности: Сборник примеров и задач: Для горнорудных техникумов / В. В. Осмоловский, З. М. Иоффе, М. А. Гурвич. — М., Недра, 1966.
- Экономика железорудной промышленности: диссертация доктора экономических наук / В. В. Осмоловский. — М., 1967.
- Совершенствование организации производства и структуры управления на шахтах Криворожского бассейна / В. В. Осмоловский, Т. В. Коваль, А. И. Руденко и др. — М., Черметинформация, 1967.
- Опыт сетевого планирования и управления на руднике имени Кирова / В. В. Осмоловский, А. А. Шершнев, А. Ф. Баранников и др. — М., Черметинформация, 1967.
- Пути увеличения добычи мартеновской руды на Криворожских шахтах // Горный журнал. 1969. № 7.
- Технико-экономическое планирование на горно-обогатительных комбинатах с использованием ЭВМ // Разработка рудных месторождений. 1969. Вып. 7 (в соавторстве).
- Экономическая эффективность улучшения структуры металлообрабатывающего оборудования машиностроения БССР / В. В. Осмоловский, А. И. Руденко. Минск, БелНИИНТИ, 1976.
- Организация, планирование и управление деятельностью промышленного объединения (предприятия). Минск, 1984; Вильнюс, Минтис, 1986 (в соавторстве Н. Лисицын, А. Руденко).
- Теория анализа хозяйственной деятельности: учебник. — Минск, Вышэйшая школа, 1989; 2004 (в соавторстве В. И. Стражев, Л. И. Кравченко и др.).

## Награды
- Заслуженный работник народного образования Белорусской ССР (1990);
- Орден Красной Звезды;
- Орден Отечественной войны 2-й степени;
- Орден Трудового Красного Знамени;
- Медаль «За отвагу»;
- Медаль «За боевые заслуги»;
- Медаль «За взятие Кёнигсберга»;
- Медаль «За взятие Берлина»;
- Медаль «За победу над Германией в Великой Отечественной войне 1941—1945 гг.»;
- другие медалей.